# Club Hangover
Club Hangover war ein Jazzclub in San Francisco der 1940er- und 50er-Jahre und dort eine der zentralen Spielstätten des traditionellen Jazz.
Der Ende der 1940er-Jahre von dem Bandleader Doc Dougherty eröffnete Club Hangover befand sich in 726 Bush Street (nahe Powell Street) und war zu dieser Zeit eine der wichtigsten Spielstätten des Dixieland-Jazz in San Francisco. Dort traten u. a. Turk Murphy, Jack Teagarden, Muggsy Spanier und Kid Ory auf. In dem Club entstanden von 1953 bis 1956 (Rundfunk-)Mitschnitte der Auftritte von Red Nichols, Jack Teagarden, Meade Lux Lewis, Muggsy Spanier, Kid Ory, Lee Collins, Joe Sullivan, Lizzy Miles, Donny McDonald, George Lewis, Louis Armstrong (1954), Earl Hines, Ralph Sutton und Teddy Buckner.